# Orthotrichum strictum
Orthotrichum strictum là một loài Rêu trong họ Orthotrichaceae. Loài này được (Venturi) Broth. mô tả khoa học đầu tiên năm 1925.